# Frigate
Frigate — условно-бесплатный двухпанельный файловый менеджер с закрытым исходным кодом, работающий под управлением Microsoft Windows.
Как и все другие программы подобного рода, Frigate обеспечивает простую работу с файловой системой и файлами. Может взаимодействовать с плагинами и дополнениями, синхронизировать каталоги, подключиться к FTP-серверу, оснащён встроенными утилитами, из которых можно выделить блокнот (обычный и структурный), менеджер автозапуска, калькулятор и обозреватель Интернета, одновременно работать сразу с несколькими файловыми операциями и многое другое. Использует двухпанельный интерфейс (в стиле Norton Commmander). Поддерживает Юникод. Реализованы функции расширенного поиска файлов, встроенная работа с популярными архивами, менеджер очереди и список задач. Функциональные возможности могут быть расширенны плагинами, при этом поддерживаются плагины, написанные для Total Commander.